# Rejon Gudauta
Rejon Gudauta (abch. Гәдоуҭа араион, Głydouta araion; ros. Гудаутский район, Gudautskij rajon) – jednostka administracyjna Abchazji. De iure jeden z 6 rejonów Autonomicznej Republiki Abchazji wchodzącej w skład Gruzji, de facto jeden z 7 rejonów Republiki Abchazji. Stolicą rejonu jest Gudauta.
W czasie wojny w Abchazji (1992–1993) rejon ten był jedynym całkowicie i stale kontrolowanym przez władze abchaskie, które miały swoją siedzibę w Gudaucie.

## Położenie
Rejon położony jest w północno-zachodniej części Abchazji. Na zachodzie graniczy z rejonem Gagra, na wschodzie z rejonem Suchumi a na północy z Rosją, a dokładniej z Krajem Krasnodarskim. Południowa zaś część, to wybrzeże Morza Czarnego.

## Miejscowości
W rejonie położone są 2 miasta: Gudauta i Nowy Aton i 1 osiedle typu miejskiego Mysra oraz 20 wsi.

## Ludność
Na podstawie spisu ludności z 2011 rejon Gudauta zamieszkuje 36 775 ludzi następujących narodowości:
- Abchazi – 30 125 (81,9%)
- Ormianie – 3667 (10,0%)
- Rosjanie – 1838 (5,0%)
- Gruzini – 506 (1,4%)
- Ukraińcy – 135 (0,4%)
- Grecy – 117 (0,3%)

## Turystyka
W rejonie Gudauta znajdują się:
- Jezioro Rica
- twierdza we wsi Kaldachuara
- cerkiew z VIII w. leżąca pomiędzy wioskami Mysra a Mgudzrchua
- dolmeny we wioskach Otchara, Chuap i Aszycra
- święta polana i Cerkiew Zaśnięcia Najświętszej Bogurodzicy (IX–X w.) we wsi Lychny
- twierdza Abachuaca z XIII w. położona 3 km od wioski Abgarchuk
- święta góra Dydrypsz położona na krańcu wioski Aczandara
- malowidła naskalne z epoki paleolitu i neolitu w grocie Aguca we wiosce Achnua
- twierdza Anakopia (IV–V w.), grota i cerkiew św. Szymona Apostoła (IX–X w.) oraz Monaster Nowy Athos w Nowym Atonie